# Шишкарівка
Шишкарівка — річка в Україні, у Фастівському районі Київської області. Права притока Ірпеня (басейн Дніпра).

## Опис
Довжина річки приблизно 9,9 км.

## Розташування
Бере початок в урочищі Липки на південному сході від Вишні. Тече на північний схід і захід через Дорогинку і на південному заході від Чорногородки впадає у річку Ірпінь, праву притоку Дніпра.